# Euryochus thysanos
Euryochus thysanos – gatunek słodkowodnej ryby sumokształtnej z rodziny zbrojnikowatych (Loricariidae), jedyny przedstawiciel rodzaju Euryochus. Endemit występujący w rzekach u wybrzeży wschodniej Brazylii. Został opisany naukowo w 2017 przez E. Pereirę i R. Reisa z Córrego Limoeiro w dorzeczu Rio Doce.
Dorosłe osobniki tego gatunku osiągają maksymalnie 12 cm długości standardowej (SL).
Nazwa rodzajowa Euryochus wywodzi się od greckich słów eurys (szeroki lub duży) i okkos (oko), w aluzji do oka większego w porównaniu z innymi przedstawicielami podrodziny Neoplecostominae, do której został zaliczony. Epitet gatunkowy thysanos pochodzi od greckiego thysanos (frędzel) i odnosi się do frędzlowatej krawędzi dolnej wargi.